# Csabaszabadi
Csabaszabadi é um município da Hungria, situado no condado de Békés. Tem 32,71 km² de área e sua população em 2015 foi estimada em 246 habitantes.